# Quan Tangshi

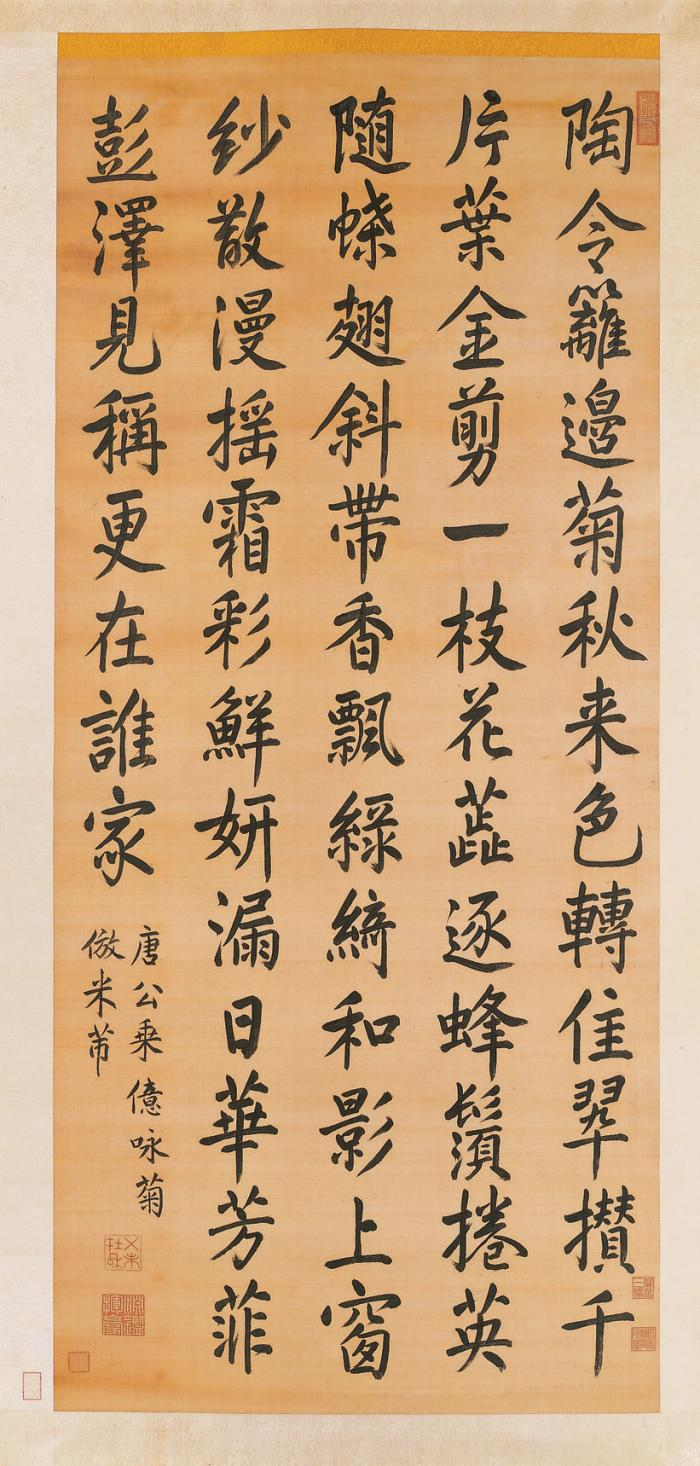
Qui è mostrato, da una sua riproduzione calligrafica d'una poesia Tang, in lode d'un crisantemo, l'interesse dell'imperatore Kangxi verso la poesia di quel periodo

Quan Tangshi (全唐詩T, Quán TángshīP, lett. "Raccolta completa delle poesie Tang") è la più grande raccolta di poesie Tang, contenente 48 900 poesie di più di 2 200 autori diversi, commissionata e stampata nel 1705 sotto la direzione dell'imperatore Kangxi, durante la dinastia Qing. Il Quan Tangshi è basato sull'anteriore e minore raccolta Trecento poesie Tang.

## Storia
Nel 1705, l'imperatore Kangxi emise un editto nei confronti del funzionario Cao Yin, fidato booi aha imperiale e letterato. Kangxi gli ordinava di redigere e pubblicare tutti gli shi tramandati del periodo Tang, inaugurando il primo dei grandi progetti letterari per i quali la dinastia manciù divenne famosa. L'imperatore incaricò anche a nove letterati dell'Accademia Hanlin la supervisione della raccolta dei testi. Il gruppo confrontò i testi provenienti da diverse biblioteche pubbliche e da collezioni private. Cao insegnò ai calligrafi uno stile di scrittura comune prima dell'incisione dei blocchi di legno per la stampa. L'opera fu terminata in un tempo eccezionalmente breve, sebbene Cao ritenesse di doversi perfino scusare coll'imperatore per il ritardo. Più di cento artigiani lavorarono sulla stampa. Benché l'imperatore avesse deciso che il nome di Cao fosse il primo ad essere elencato nel libro, nel Siku Quanshu il Quan Tangshi è elencato come "raccolta imperiale" (yuding).

## Significato e contenuti
Per quanto il Quan Tangshi sia la più grande raccolta di poesie Tang, essa non può considerarsi né del tutto affidabile né esaustiva. L'opera è stata concepita in modo troppo frettoloso e i curatori non giustificarono, o non indicarono, le scelte delle varie letture. Ulteriori poesie, non presenti nella raccolta, sono state scoperte nel secolo XX nelle grotte di Dunhuang mentre i compilatori ignorarono o non riuscirono a reperire altre poesie. Nel caso di alcuni dei maggiori poeti, erano presenti testi migliori in volumi concepiti individualmente. Oltre a ciò, molte poesie furono elencate nei cataloghi Tang ma non sopravvissero alla distruzione delle biblioteche imperiali.
I componimenti sono ordinati in sezioni, come, per esempio, quelli degli imperatori o delle loro consorti e degli yuefu. 754 sezioni sono organizzate in base all'autore (con una breve biografia). Altre poesie sono disposte a seconda della forma o del soggetto, come i temi su donne (cinque sezioni), monaci, sacerdoti, spiriti, fantasmi, sogni, profezie, proverbi, misteri, pettegolezzi e bevute.